# Presa de Darbandikhan
La presa de Darbandikhan (en kurdo: Bandawie Darbandixan; en árabe: سد دربندخان) es el nombre que recibe una presa de usos múltiples en el río Diyala, en el norte de la gobernación de Suleimaniya, Kurdistán iraquí, Irak. Fue construida entre 1956 y 1961. El objetivo de la presa es la promoción de actividades como el  riego, control de inundaciones, la producción de energía hidroeléctrica y la recreación. Debido a su mala construcción y la negligencia, la presa y su central eléctrica de 249 MW han sido objeto de varias reparaciones en los últimos años. La rehabilitación de la central comenzó en 2007.